# Zandstraat
Zandstraat est un village appartenant à la commune néerlandaise de Terneuzen, situé dans la province de la Zélande, en Flandre zélandaise. En 2009, le village comptait 367 habitants.